# Edo de Waart
Edo de Waart (Ámsterdam, 1 de junio de 1941) es un director de orquesta neerlandés, actualmente director musical de la Orquesta Sinfónica de Milwaukee, director titular de la Royal Flemish Philharmonic y miembro de la orquesta de cámara de St. Paul. 
De Waart estudió oboe, piano y dirección de orquesta en el conservatorio Sweelinck, donde se graduó en 1962. Al año siguiente fue designado oboe principal de la Orquesta Real del Concertgebouw.
| Predecesor: Hartmut Haenchen | Director Principal, De Nederlandse Opera 1999 - 2004 | Sucesor: Ingo Metzmacher |

- Datos: Q734930
- Multimedia: Edo de Waart / Q734930